# Martin Seidler (Moderator)
Martin Seidler (* 1964 in Bochum) ist ein deutscher Moderator im Hörfunk.

## Leben und Karriere
Seidler studierte von Juli 1985 bis Februar 1991 Sportjournalismus und Sportpublizistik an der Sporthochschule Köln. Vom Institut zur Förderung publizistischen Nachwuchses der katholischen Kirche bekam er ein dreijähriges studienbegleitendes Stipendium.
Im Hörfunk arbeitete er bei Radio Charivari in München und über drei Jahre von 1988 bis 1991 beim WDR in Köln. 1991 wechselte er zum Fernsehen zum damaligen SWF nach Mainz. Dort moderierte er unter anderem vier Jahre das Sportmagazin Flutlicht. Im wöchentlichen Wechsel mit zwei weiteren Moderatoren moderiert Seidler die tägliche Fernsehsendung Landesschau des SWR. Weiterhin moderiert Seidler mit weiteren Moderatoren das werktägliche Verbrauchermagazin Kaffee oder Tee. Seidler ist Sprecher einer Veröffentlichung des Hörspiels Die 13 Monate aus dem Jahr 2010 und des Hörspiels Mantel, Schwert und Feder – Literarische Parodien auf die St. Martins-Legende.
Seidler hat zwei Töchter.